# Иодид висмута(II)
Иодид висмута(II) — бинарное неорганическое соединение, соль металла висмута и иодистоводородной кислоты с формулой BiI2, красные кристаллы, не растворимые в воде.

## Получение
- Восстановление иодида висмута(III) металлическим висмутом:

{\displaystyle {\mathsf {2BiI_{3}+Bi\ {\xrightarrow {T}}\ 2BiI_{2}}}}
- Непосредственно из элементов в инертной атмосфере:

{\displaystyle {\mathsf {Bi+I_{2}\ {\xrightarrow {T}}\ BiI_{2}}}}
- Действием иодистого метила на оксид висмута(II):

{\displaystyle {\mathsf {BiO+2CH_{3}I\ {\xrightarrow {260^{o}C}}\ BiI_{2}+C_{2}H_{5}OH}}}

## Физические свойства
Иодид висмута(II) образует красные кристаллы, устойчивые в сухом воздухе, плохо растворимы в воде и этаноле,
растворяются в растворе иодида калия.

## Химические свойства
- При нагревании разлагается:

{\displaystyle {\mathsf {3BiI_{2}\ {\xrightarrow {400^{o}C}}\ 2BiI_{3}+Bi}}}